# Acoplamiento magnético
En electrónica se denomina acoplamiento magnético al fenómeno físico por el cual el paso de una corriente eléctrica variable en el tiempo por una bobina produce una diferencia de potencial entre los extremos de las demás bobinas del circuito. Cuando este fenómeno se produce de forma indeseada se denomina diafonía.
Este fenómeno se explica combinando las leyes de Ampère y de Faraday. Por la primera, sabemos que toda corriente eléctrica variable en el tiempo crea un campo magnético proporcional, también variable en el tiempo. La segunda nos indica que todo flujo magnético variable en el tiempo que atraviesa una superficie cerrada por un circuito induce una diferencia de potencial en este circuito.

## Análisis de circuitos con bobinas acopladas

Símbolo de una bobina con un terminal marcado con un punto.

Para el análisis de circuitos con bobinas acopladas se suele fijar un terminal de cada una de las bobinas —generalmente marcándolo con un punto—, de forma que, si la corriente en todas las bobinas es entrante o saliente por ese terminal, las tensiones inducidas en cada bobina por acoplamiento magnético con las demás serán del mismo sentido que la tensión de la propia bobina, por lo que se sumarán a esta. Por el contrario, si en una de las bobinas la corriente es entrante por el terminal marcado y en otra es saliente, la tensión inducida entre ambas se opondrá a la tensión de cada bobina.

## Coeficientes de inducción mutua
El valor de la tensión inducida en una bobina es proporcional a la corriente de la bobina que la induce y al denominado coeficiente de inducción mutua, representado con la letra M, que viene dado por la expresión:
Donde K es el coeficiente de acoplamiento que varía entre 0 (no existe acoplamiento) y 1 (acoplamiento perfecto) y L1 y L2 las inductancias de las dos bobinas.
Por lo tanto, la tensión total en una bobina L1 por la que pasa una corriente I1 acoplada magnéticamente con otra bobina L2 por la que pasa una corriente I2 vendría dada por la expresión:
Dependiendo el signo de la posición del terminal de referencia de cada bobina con respecto a las corrientes que las atraviesan.